# 鴻濟
鴻濟（540年或572年—584年）：是新羅君主真興王、真智王與真平王之年號。576年真智王繼位沿用。579年真平王繼位沿用。

## 紀年、干支、西曆對照表
| 鴻濟   | 元年   | 二年   | 三年   | 四年  | 五年  | 六年  | 七年  | 八年  | 九年  | 十年  |
| ------ | ------ | ------ | ------ | ----- | ----- | ----- | ----- | ----- | ----- | ----- |
| 儒略曆 | 572年  | 573年  | 574年  | 575年 | 576年 | 577年 | 578年 | 579年 | 580年 | 581年 |
| 干支   | 壬辰   | 癸巳   | 甲午   | 乙未  | 丙申  | 丁酉  | 戊戌  | 己亥  | 庚子  | 辛丑  |
| 鴻濟   | 十一年 | 十二年 | 十三年 |       |       |       |       |       |       |       |
| 儒略曆 | 582年  | 583年  | 584年  |       |       |       |       |       |       |       |
| 干支   | 壬寅   | 癸卯   | 甲辰   |       |       |       |       |       |       |       |

## 参看
- 朝鮮半島年號列表
- 同期存在的其他政權之紀年
  - 天保（562年二月—585年十二月）：西梁政權梁明帝萧岿的年号
  - 太建（569年正月—582年十二月）：南朝陈政權陳宣帝陈顼的年号
  - 至德（583年正月—586年十二月）：南朝陈政權陳後主陈叔宝的年号
  - 武平（570年正月—576年十二月）：北齊政权齊後主高纬年号
  - 隆化（576年十二月）：北齊政权齊後主高緯年号
  - 德昌（576年十二月）：北齊政权安德王高延宗年号
  - 承光（577年正月—三月）：北齊政权幼主高恆年号
  - 武平（578年）：北齊政权范阳王高绍义年号
  - 天和（566年正月—572年三月）：北周政权周武帝宇文邕年号
  - 建德（572年三月—578年三月）：北周政权周武帝宇文邕年号
  - 石平（577年十一月）：北周時期領導劉沒鐸年号
  - 宣政（578年三月—十二月）：北周政权周武帝宇文邕年号
  - 大成（579年正月—二月）：北周政权周宣帝宇文赟年号
  - 大象（579年二月—580年十二月）：北周政权周靜帝宇文衍年号
  - 大定（581年正月—二月）：北周政权周靜帝宇文衍年号
  - 开皇（581年二月—600年十二月）：隋朝政权隋文帝杨坚年号
  - 延昌（561年—601年）：高昌政权麴乾固年号